# Amblypneustes ovum
Espèce
Synonymes
- Amblypneustes griseus (Blainville, 1825)[2] [3]
- Amblypneustes serialis L. Agassiz in L. Agassiz & Desor, 1846[2]
- Amblypneustes textilis L. Agassiz in L. Agassiz & Desor, 1846[2]
- Echinus griseus Blainville, 1825[2] [3]
- Echinus ovum Lamarck, 1816[2] [3]

Amblypneustes ovum est une espèce d'oursins (échinodermes) de la famille des Temnopleuridae, que l'on trouve en Australie.

## Caractéristiques
Ce sont de petits oursins réguliers, de forme sphérique, avec la bouche située au centre de la face inférieure (« face orale ») et l'anus à l'opposé (face dite « aborale »), au sein de l'« appareil apical » situé au sommet de la coquille (appelée « test »). Ils ne dépassent guère 6 cm de diamètre.
Le test est presque parfaitement sphérique, avec une paroi relativement fine. 
Ces oursins ne doivent pas être confondus avec les proches Holopneustes, eux aussi élancés verticalement, mais qui porte un tubercule primaire sur chaque plaque ambulacraire. 

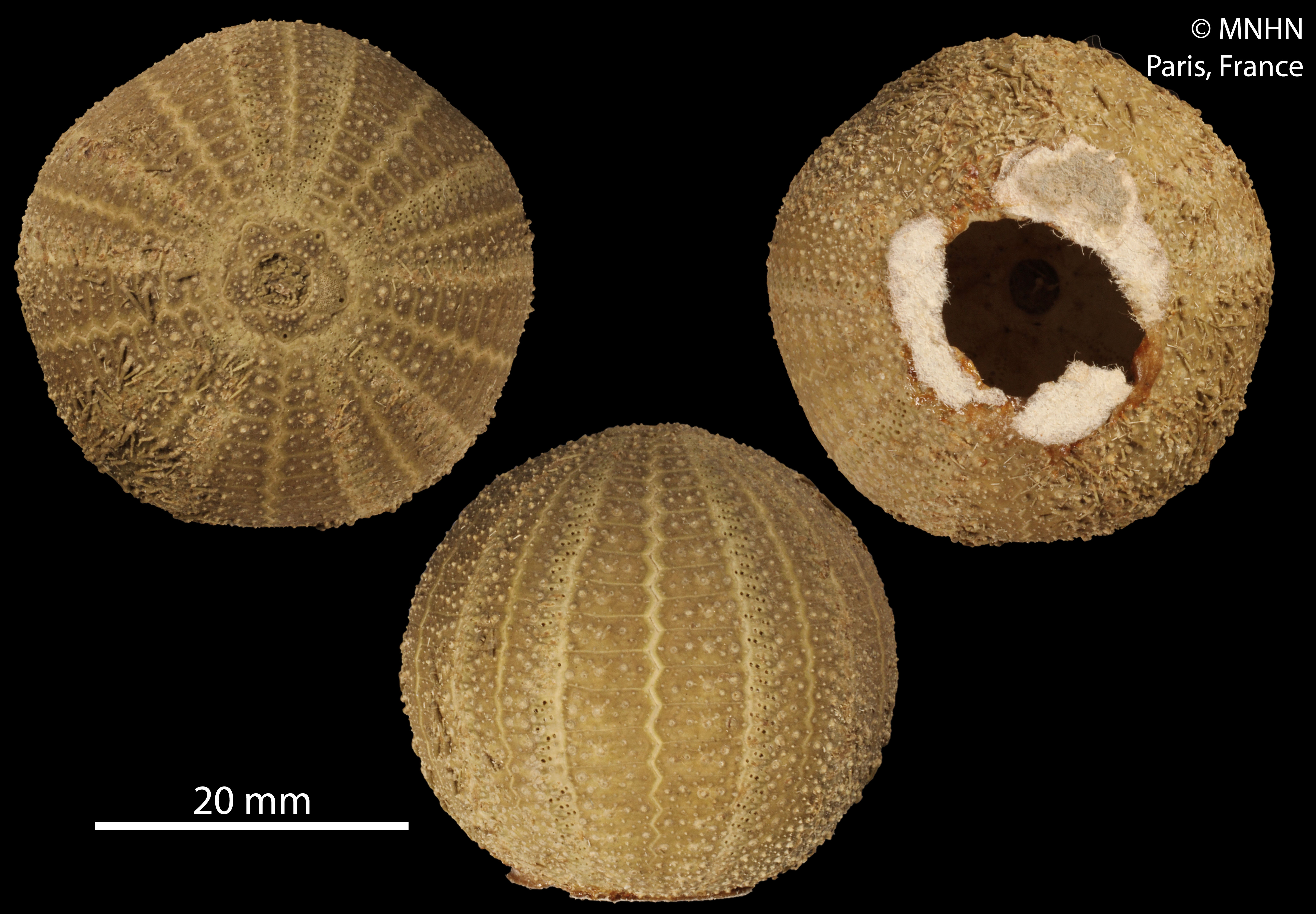
Test (MNHN)

## Habitat et répartition
On rencontre cet oursin dans le sud-est de l'Australie et en Tasmanie.
C'est une espèce qui affectionne les milieux riches en algues, de la surface à une soixantaine de mètres de profondeur.